# Plan de negocio
Un plan de negocios es  un documento formal de objetivos empresariales, que se constituye como una fase de proyección y evaluación. Se emplea internamente por la administración para la planificación de las tareas, y se evalúa la necesidad de recurrir a  bancos o posibles inversores, para que aporten financiación al consorcio.
El plan de negocio puede ser una representación comercial del modelo que seguirá la empresa. Reúne la información verbal y gráfica de lo que el negocio es o tendrá que ser. También se lo considera una síntesis de cómo el dueño de un negocio, administrador o empresario, intentará organizar una labor empresarial y llevar a cabo las actividades necesarias y suficientes para que tenga éxito. El plan es una explicación escrita del modelo de negocio de la compañía a ser puesta en marcha.
Usualmente los planes de negocio quedan obsoletos, por lo que una práctica común es su constante renovación y actualización. Una creencia común dentro de los círculos de negocio es sobre el verdadero valor del plan, ya que lo desestiman demasiado, sin embargo se cree que lo más importante es el proceso de planificación, a través del cual el administrador adquiere un mejor entendimiento del negocio y de las opciones disponibles.
El prototipo del plan de negocio es:
1. Tener definido el modelo de negocio y sus acciones estratégicas y también la economía.
2. Determinar la viabilidad económico-financiera del proyecto empresarial.
3. Definir la imagen general de la empresa ante terceras personas.

A diferencia de un Proyecto de Inversión, que ha sido un documento del análisis económico-financiero típico de la última parte del siglo XX, el plan de negocios está menos centrado en los aspectos cuantitativos e ingenieriles, aunque los contiene, y está más focalizado en las cuestiones estratégicas del nuevo emprendimiento, como una forma de asegurar su consistencia en el sentido de Arieu (consistencia estratégica).

## Plan de negocio vs modelo de negocio
Steve Blank explica así la diferencia entre plan de negocio y modelo de negocio:

«Los emprendedores generan un plan de negocios, una vez escrito es una colección de hechos. Una vez completado no sueles oír acerca de gente re-escribiendo su plan. En todo caso es considerado la culminación de todo lo que saben y creen. Es estático. En contraste, un modelo de negocio es diseñado para ser cambiado rápidamente para reflejar lo que se encuentra fuera del negocio. Es dinámico».

Es decir, un plan de negocio es un documento estratégico y estático sobre los pasos que seguirá la empresa en los próximos años y sobre lo que se pretende conseguir a nivel empresarial, mientras que el modelo de negocio es dinámico y permite su modificación a lo largo del tiempo mientras se van validando (o no) las hipótesis iniciales o previas.

## Procedimiento de elaboración
La elaboración o el esbozo del plan empresarial o portafolios le compete a los agentes económicos que proponen proyectar la actividad. Dicho programa debe contener el funcionamiento de las diferentes áreas de la organización. Estas funciones mantienen relaciones de dependencia, por tanto es imprescindible dotar al plan de un orden funcional. Seguidamente se presenta un esquema de desarrollo donde se recoge lo expuesto:

### 1 Estructura del órgano de administración
- Redactar los Estatutos de la sociedad.
- Estructurar el funcionamiento del órgano administrador.
- Adjudicar las funciones de los órganos societarios.

### 2 Área jurídico-mercantil
- Tramitación administrativa y formalidades de constitución.
- Tramitación mercantil.
- Tramitación fiscal.

### 3 Área económica
- Análisis y evaluación del entorno económico.
- Análisis del objeto de la actividad.
- Análisis de la competencia o sectorial.

### 4 Área de marketing
- Análisis y segmentación de mercado de la oferta.
- Análisis y segmentación de la demanda.
- Análisis de Política de precios.
- Planificar y presupuestar los sistemas y medios de promoción.
- Planificar y presupuestar los sistemas y medios de distribución.

### 5 Área de ventas
- Estimación de ventas.
- Sistemas de ventas.
- Política de ventas y de cobro.
- Presupuestación de los medios de ventas.

### 6 Área de recursos humanos
- Diseño y clasificación del personal.
- Diseño de sistemas de evaluación para la contratación laboral.
- Adjudicación y coordinación de puestos.
- Sistemas de formación cualitativa del personal.
- Política y sistemas de retribución.

### 7 Área contable-financiera
- Estructuración o composición del capital social.
- Calcular el coste medio del capital social (propio y ajeno).
- Dotación y repartición de los desembolsos exigibles por la actividad.
- Calcular los flujos de caja (cobros y pagos).
- Actualizar los flujos de caja.
- Valoración de la inversión.

## Tipos de Planes de negocio[2]
Existen muchos tipos de planes de negocios, casi tantos como tipos de empresas:

### Planes de negocio para nuevas empresas
Su objetivo es describir un proyecto empresarial a desarrollar en el futuro próximo reflejando varios aspectos claves como: estudios del mercado que productos o servicios se ofrecen  la segmentación del público sobre tus servicios o productos, entre otros. Teniendo en cuenta que tipo de capital hay para la operación.

### Planes de negocio para empresas en funcionamiento
Estos planes deben tener en cuenta la situación de la empresa y sus objetivos. Se debe realizar para lograr obtener mejores resultados

### Planes de negocio para administradores
Este tipo de plan de negocio se realizará para mostrar cuál será el camino a seguir por la empresa, una guía del trabajo a realizar y que ayude en la toma de decisiones.

### Planes de negocio para inversores
Estos planes destinados para inversores deben incluir información sobre la idea de negocio y todos los aspectos, principalmente económicos y financieros, y el retorno de la inversión.

### Plan de negocio sencillo
Este es un plan de negocio sencillo y fácil de gestionar por todas las personas. Debe incluir los elementos principales del plan de negocio como por ejemplo, la estrategia a seguir, objetivos, cifras económicas, presupuestos, etc.

### Plan de negocio estándar
Es el más utilizado. Puede ser utilizado para mostrarlo a personas interesadas en el negocio, ya sean bancos, inversores, socios...
Debe incluir un resumen ejecutivo del negocio y mostrar la información esencial, además de una descripción de todas las áreas que lo necesiten.

### Plan de negocio de una página
Utilizado para que en una sola página se pueda resumir toda la información sobre el plan y así que alguien se pueda hacer una idea del negocio de un solo vistazo.

### Plan de viabilidad
Este tipo de plan analiza las posibilidades de éxito de una empresa, examinando el producto o servicio en el mercado, calculando costes empresariales, precios de productos y proyecciones de ventas.

### Plan de expansión
Este plan, para empresas ya consolidadas, trata de promover la expansión de la empresa a través de nuevos productos, inversiones o estrategias que se planteen en el futuro.

### Implementar un plan de negocio en una empresa ya existente
Evaluación de la situación actual: Antes de implementar un nuevo plan de negocio, es importante evaluar la situación actual de la empresa. Realiza un análisis exhaustivo de los aspectos internos y externos que puedan afectar el negocio, como el mercado, la competencia, los recursos disponibles, el equipo de trabajo y los sistemas existentes. Identifica los puntos fuertes y áreas de mejora que debes considerar al desarrollar tu plan.
Revisión del plan existente: Si la empresa ya tiene un plan de negocio, revisa su contenido y evalúa su relevancia y efectividad en relación a la situación actual. Determina qué elementos del plan actual se pueden mantener y qué aspectos necesitan modificarse o actualizarse para alinearse con tus objetivos y estrategias.
Establecimiento de objetivos claros: Define los objetivos específicos que deseas lograr con la implementación del nuevo plan de negocio. Estos objetivos deben ser realistas, medibles y alineados con la visión y estrategia de la empresa. Pueden abarcar áreas como el crecimiento de ingresos, la expansión geográfica, el lanzamiento de nuevos productos o la mejora de la eficiencia operativa.
Desarrollo del nuevo plan de negocio: Crea un plan de negocio actualizado que refleje tus objetivos y estrategias. Asegúrate de incluir secciones clave, como el resumen ejecutivo, descripción de la empresa, análisis de mercado, estrategia de marketing, plan de operaciones y plan financiero. Personaliza el plan según las necesidades y características de tu empresa, aprovechando los conocimientos y experiencia que tienes de la industria.
Comunicación y alineación interna: Es esencial comunicar el nuevo plan de negocio a todo el equipo de la empresa. Explica la visión, los objetivos y las estrategias de manera clara y concisa, y asegúrate de que todos los miembros del equipo comprendan su rol y cómo sus acciones contribuyen a los objetivos generales. Fomenta la colaboración y el compromiso de todos los empleados para llevar adelante el plan de negocio.
Asignación de recursos y seguimiento: Asegúrate de asignar los recursos necesarios para implementar el plan de negocio. Esto puede incluir recursos financieros, tecnológicos, humanos y otros activos necesarios para ejecutar las estrategias propuestas. Además, establece un sistema de seguimiento y control para monitorear el progreso y realizar ajustes según sea necesario.
Evaluación y ajustes: Evalúa periódicamente el desempeño de la implementación del plan de negocio. Analiza los resultados obtenidos y compáralos con los objetivos establecidos. Si es necesario, realiza ajustes en la estrategia, tácticas o asignación de recursos para mejorar el rendimiento y garantizar que el plan se mantenga relevante y efectivo en un entorno empresarial cambiante.

### Implementar un plan de negocio en una empresa NO existente
Investigación de mercado: Realiza un análisis exhaustivo del mercado en el que planeas ingresar. Estudia las tendencias, necesidades y preferencias de los clientes, así como la competencia existente. Identifica las oportunidades y los desafíos que enfrentará tu empresa en ese mercado.
Definición de la propuesta de valor: Define claramente la propuesta de valor de tu empresa. Identifica cómo tu producto o servicio satisfará las necesidades de los clientes de manera única y superior a la competencia. Destaca los aspectos diferenciadores y los beneficios clave que ofrecerás a tus clientes.
Desarrollo de estrategias y objetivos: Establece los objetivos estratégicos que deseas lograr con tu empresa. Defínelos de manera clara, medible y realista. Desarrolla estrategias y tácticas específicas para alcanzar esos objetivos. Esto puede incluir aspectos como marketing, ventas, operaciones, finanzas y recursos humanos.
Plan de marketing y ventas: Diseña un plan de marketing y ventas para promocionar y vender tus productos o servicios. Define tus segmentos de mercado objetivo, estrategias de comercialización, canales de distribución, estrategias de precios y acciones de promoción. Crea una marca sólida y desarrolla tácticas para atraer y retener clientes.
Plan operativo: Establece un plan operativo que describa cómo llevarás a cabo las actividades diarias del negocio. Incluye aspectos como la ubicación física, proveedores, cadena de suministro, adquisición de activos y desarrollo de procesos. Asegúrate de contar con los recursos necesarios para llevar a cabo tus operaciones de manera eficiente.
Análisis financiero: Realiza proyecciones financieras detalladas que incluyan estados financieros, flujo de efectivo, análisis de costos y proyecciones de ingresos. Evalúa la viabilidad financiera de tu negocio y determina las necesidades de financiamiento inicial. Considera fuentes de financiamiento como inversionistas, préstamos bancarios o fondos propios.
Establecimiento legal y administrativo: Realiza los trámites legales necesarios para establecer tu empresa, como la elección de la estructura legal (sociedad, sociedad de responsabilidad limitada, etc.), registro de la empresa y obtención de los permisos y licencias requeridos. También define las políticas y procedimientos internos para la administración eficiente del negocio.
Implementación y seguimiento: Una vez que hayas establecido los elementos anteriores, comienza a implementar tu plan de negocio. Lleva a cabo todas las acciones necesarias para poner en marcha tu empresa y asegúrate de realizar un seguimiento regular del progreso. Realiza ajustes según sea necesario para garantizar el crecimiento y el éxito continuo de tu negocio.